# Međunarodni dan borbe protiv fašizma i antisemitizma
Međunarodni dan borbe protiv fašizma i antisemitizma (engl. International Day Against Fascism and Antisemitism) obilježava se 9. studenoga svake godine diljem Europe i svijeta prisjećanjem na žrtve fašizma i antisemitizma i prosvjedovanjem protiv suvremenih oblika fašizma i antisemitizma.

## Povijest
Dana 9. studenoga 1938. nacistička Njemačka počela je pogrom protiv židovskog naroda. Opljačkani su židovski domovi, ali i trgovine, gradovi i sela, dok su jurišnici SA i građani uništili maljevima zgrade ostavivši iza sebe ulice prekrivene komadićima slomljenih prozora — odatle porijeklo naziva "Kristallnacht" ili Kristalne noći. Ubijen je 91 Židov, a 30.000 židovskih muškaraca - četvrtina svih židovskih muškaraca u Njemačkoj - odvedena je u koncentracijske logore gdje su bili mučeni mjesecima, a više od 1.000 je pritom umrlo. Opljačkano je 1.668 sinagoga, a 267 je zapaljeno. Samo u Beču je uništeno 95 sinagoga ili molitvenih domova.
Kristalnonoćni pogrom smatra se simboličkim početkom sustavnog iskorjenjivanja židovskog naroda koji je počeo diskriminacijom i isključivanjem njemačkih Židova još 1933. godine i naposljetku doveo do ubojstva milijuna židovskog naroda i tzv. "neprijatelja njemačke države": homoseksualaca, kriminalaca i "asocijalnih" ljudi, članova raznih religijskih zajednica, ljudi s mentalnim tegobama, političkih ‘prijestupnika’ poput komunista i socijalista, španjolskih republikanskih izbjeglica te manjina poput Roma i Sinta te ostalih.
Od 1995. godine UNITED koordinira godišnju paneuropsku kampanju u prigodi 9. studenoga nazvanu Međunarodni dan borbe protiv fašizma i antisemitizma. Njome se ostvaruje dvostrani pristup: dok je cilj jednog dijela kampanje prisjećanje žrtava pogroma u Kristalnoj noći i, obuhvatnije, žrtava holokausta i fašizma tijekom povijesti, drugi dio fokusira se uglavnom na suvremene probleme rasizma, antisemitizma, desničarskog ekstremizma i neofašizma. Kampanji se pridružuju mnoge različite grupe putem neovisnih akcija.

## Više informacija
- blagdani i spomendani 9. studenoga
- antinacionalizam
- antirasizam
- antifašizam
- migranti i izbjeglice

## Vanjske poveznice
- International Day Against Fascism and Antisemitism  Arhivirana inačica izvorne stranice od 17. svibnja 2014. (Wayback Machine)
- UNITED for Intercultural Action  Arhivirana inačica izvorne stranice od 31. ožujka 2022. (Wayback Machine)